# El Pueblito (Querétaro)
El Pueblito es una ciudad ubicada en el estado mexicano de Querétaro, es la cabecera municipal de Corregidora. De acuerdo al censo de población realizado por el INEGI en el año 2020, tiene un total de 115 264 habitantes. Forma parte de la Zona metropolitana de Querétaro.

## Geografía

### Ubicación
La ciudad de El Pueblito se ubica al sur de Santiago de Querétaro dentro del municipio de Corregidora, está en las coordenadas 20°32′23″N 100°26′28″O / 20.53972, -100.44111, está a una altitud promedio de 1811 metros sobre el nivel del mar.

### Clima
La totalidad del municipio de Corregidora tiene un clima seco y semicálido. El Pueblito tiene una temperatura media anual de 18.6 °C y una precipitación media anual de 584.5 milímetros.
| Parámetros climáticos promedio de El Pueblito | Parámetros climáticos promedio de El Pueblito | Parámetros climáticos promedio de El Pueblito | Parámetros climáticos promedio de El Pueblito | Parámetros climáticos promedio de El Pueblito | Parámetros climáticos promedio de El Pueblito | Parámetros climáticos promedio de El Pueblito | Parámetros climáticos promedio de El Pueblito | Parámetros climáticos promedio de El Pueblito | Parámetros climáticos promedio de El Pueblito | Parámetros climáticos promedio de El Pueblito | Parámetros climáticos promedio de El Pueblito | Parámetros climáticos promedio de El Pueblito | Parámetros climáticos promedio de El Pueblito |
| Mes                                           | Ene.                                          | Feb.                                          | Mar.                                          | Abr.                                          | May.                                          | Jun.                                          | Jul.                                          | Ago.                                          | Sep.                                          | Oct.                                          | Nov.                                          | Dic.                                          | Anual                                         |
| --------------------------------------------- | --------------------------------------------- | --------------------------------------------- | --------------------------------------------- | --------------------------------------------- | --------------------------------------------- | --------------------------------------------- | --------------------------------------------- | --------------------------------------------- | --------------------------------------------- | --------------------------------------------- | --------------------------------------------- | --------------------------------------------- | --------------------------------------------- |
| Temp. máx. abs. (°C)                          | 31.0                                          | 33.0                                          | 38.0                                          | 39.0                                          | 38.0                                          | 38.0                                          | 38.0                                          | 34.0                                          | 34.0                                          | 36.0                                          | 33.0                                          | 31.0                                          | 39.0                                          |
| Temp. máx. media (°C)                         | 23.6                                          | 25.2                                          | 27.7                                          | 30.2                                          | 31.2                                          | 29.5                                          | 27.4                                          | 27.3                                          | 26.8                                          | 26.3                                          | 25.0                                          | 23.7                                          | 27.0                                          |
| Temp. media (°C)                              | 14.5                                          | 15.8                                          | 18.1                                          | 20.5                                          | 22.0                                          | 21.7                                          | 20.4                                          | 20.3                                          | 19.9                                          | 18.4                                          | 16.4                                          | 15.0                                          | 18.6                                          |
| Temp. mín. media (°C)                         | 5.4                                           | 6.3                                           | 8.6                                           | 10.9                                          | 12.9                                          | 13.9                                          | 13.4                                          | 13.2                                          | 12.9                                          | 10.5                                          | 7.8                                           | 6.2                                           | 10.2                                          |
| Temp. mín. abs. (°C)                          | -4.0                                          | -4.0                                          | -1.0                                          | 4.0                                           | 5.0                                           | 7.0                                           | 7.0                                           | 5.5                                           | 1.0                                           | 1.0                                           | -3.0                                          | -4.0                                          | -4.0                                          |
| Precipitación total (mm)                      | 15.0                                          | 6.9                                           | 6.5                                           | 14.3                                          | 32.5                                          | 111.9                                         | 126.3                                         | 112.0                                         | 103.5                                         | 39.1                                          | 9.4                                           | 7.1                                           | 584.5                                         |
| Días de precipitaciones (≥ 1 mm)              | 2.0                                           | 1.7                                           | 1.5                                           | 2.7                                           | 5.3                                           | 9.3                                           | 11.4                                          | 10.6                                          | 8.7                                           | 4.7                                           | 1.8                                           | 1.8                                           | 61.5                                          |
| Fuente: Servicio Meteorológico Nacional       |                                               |                                               |                                               |                                               |                                               |                                               |                                               |                                               |                                               |                                               |                                               |                                               |                                               |

## Demografía
De acuerdo al censo de 2020 había 115 264 habitantes en la ciudad de El Pueblito de los cuales 55 098 son hombres y 60 166 son mujeres.
| Gráfica de evolución demográfica de El Pueblito entre 1900 y 2020 |
|                                                                   |
| Fuente: INEGI.                                                    |

Tiene un índice de fecundidad de 1.54 hijos por mujer. El 50.24 por ciento de la población viene de fuera del estado de Querétaro. Tiene un grado promedio de escolaridad de 13.38 años.